# Hořinka rakouská
Hořinka rakouská (Conringia austriaca) je druh planě rostoucí rostliny která vymizela z české přírody již před koncem ve 20. století.

## Rozšíření
Druh se vyskytuje hlavně v jižní a jihovýchodní Evropě, na jihu Ruska až po Kavkaz a v přilehlé Malé Asii. Severozápadní evropská hranice rozšíření tradičně probíhala přes Rakousko, Českou republiku a Slovensko.
Roste nejčastěji na výslunných výživných a suchých hlinito písčitých půdách na zásaditém podloží. Vyskytuje se od nížin po pahorkatiny v xerotermních nebo lesostepních společenstvech, jen výjimečně bývá tento druh nalezen jako neškodný plevel na orné půdě.

## Popis
Jednoletá až dvouletá rostlina která může dorůst do výše 1 m. Z tenkého vřetenovitého kořene vyrůstá obvykle jednoduchá nebo až v horní části chudě rozvětvená přímá lodyha. Přízemní listy s krátkými řapíky jsou obvejčité a v době kvetení již jsou obvykle zaschnuté. Podlouhlé obvejčité lodyžní listy 6 až 8 cm velké jsou slabě objímavé. Všechny listy jsou celokrajné.
Oboupohlavné květy na asi 5 mm dlouhých stopkách vytvářejí husté hroznovité květenství které se při zrání plodů prodlužuje. Čtyřčetný květ má 5 mm dlouhý kalich s vydutými vnějšími lístky. Citrónově žluté korunní lístky bývají dlouhé 8 mm a široké 2,5 mm. Kvetou v dubnu a květnu.
Plody jsou osmihranné vzpřímené šešule rostoucí na stopkách téměř rovnoběžných nebo jen lehce odkloněných od vřetene. Jsou trojžilové, mají asi 4 mm dlouhý zobáček a obsahují průměrně 24 matných tmavě hnědých semen asi 2 mm velkých. Rostliny se rozmnožují výhradně semeny.

## Vymizení druhu
V Česku je hořinka rakouská považována za vymizelý druh. Pravděpodobně byla na českém území naposled spatřena již v roce 1936 ve středních Čechách, ostatní uváděné nálezy byly mylné. Na Slovensku, kde je ((slovensky) konringia rakúska) považována kriticky ohrožený druh, roste na jediném místě. Obdobně i v Rakousku je ((německy) Österreichischer Ackerkoh) silně ohrožená.
Její vymizení je vysvětlováno postupnou likvidaci vhodných lokalit a následnou nízkou konkurenceschopností druhu prosadit se v jiném prostřední proti agresivnějším druhům.